# Bisaccia (Italia)
Bisaccia (IPA: /biˈzatʧa/, Vesazza in dialetto bisaccese) è un comune italiano di 3 522 abitanti della provincia di Avellino in Campania.
Ha origini medioevali, sebbene scavi archeologici abbiano rivelato che il luogo era già abitato nel X secolo a.C..

## Geografia fisica

### Territorio
Situata su una collina che si estende in verso nord-sud, definita in gergo geologico zatterone conglomerato roccioso con collante argilloso, Bisaccia domina dal lato nord la vasta area del Calaggio. Lo zatterone su cui insiste il paese è incuneato nella zona Calli ed è rasentato a est come ad ovest da due avvallamenti argillosi: Vallone dei corvi e Vallone dei Ferrelli. Questi due valloni si sono formati nel tempo per lo scivolamento di masse di terreno argilloso composto da fango e detriti che hanno fatto scendere a valle, lungo il torrente Ischia, il terreno sovrastante.
Alla base dello zatterone a forma di cerchio, il terreno appare scavato da torrenti alimentati da sorgenti di acqua perenne e da acque piovane.

### Clima
Il clima è piuttosto rigido, a causa della sua altitudine (860 m s.l.m.) e della marcata continentalità tipica dell'altopiano irpino.

## Storia

### Età antica
Il luogo dove sorge adesso Bisaccia era abitato fin dall'età del bronzo. In recenti scavi archeologici sono state rinvenute sulla collina del cimitero vecchio tracce di capanne databili al periodo del bronzo medio (circa 1400 a.C.), su cui si sono sovrapposte le case del periodo arcaico (VI-V secolo a.C.) a loro volta ricoperte dall'abitato del IV.
Nel IX secolo a.C. la civiltà di Oliveto-Cairano, proveniente dalla sponda adriatica e approdate in Puglia presso l'Ofanto, risalendo il fiume, fondò villaggi a Cairano e a Bisaccia. A Bisaccia e Lacedonia i nuovi abitanti ne sostituivano altri dell'età del bronzo. Qui vi costruirono una necropoli (IX-VIII secolo a.C.) con tombe a fossa dell'età del ferro.
In epoca preromana l'agro fu popolato dalla tribù sannitica degli Irpini, anche se la vecchia ipotesi della presenza nel territorio di Bisaccia della città sannitica di Romulea è ritenuta improbabile dagli studiosi contemporanei. Nel I secolo, sotto Augusto, il territorio degli Irpini fu separato dal Sannio e aggregato alla Regio II Apulia et Calabria; nel tardo impero diverse città irpine furono però aggregate alla provincia di Campania. In zona sono stati rinvenuti resti di ville rustiche di età romana;
tuttavia fino all'arrivo dei Longobardi non si hanno notizie dirette di Bisaccia.

### Età medioevale
Nel 591 i Longobardi conquistarono l'Irpinia e il territorio di Bisaccia entrò a far parte del gastaldato di Conza, nell'ambito del ducato di Benevento.
I Longobardi governarono Bisaccia fino all'arrivo dei Normanni che, guidati da Roberto d'Altavilla detto il Guiscardo (ovvero l'astuto), soggiogò tra il 1076 e il 1079 l'intero gastaldato di Conza. Durante l'epoca normanna Bisaccia divenne un feudo e nel Catalogus Baronum era specificato che in caso di pace il feudatario di Bisaccia doveva fornire sei soldati a cavallo e dodici inservienti, ma in caso di guerra ne doveva fornire il doppio (dodici soldati a cavallo e ventiquattro inservienti). Considerando che ogni milite costava 20 once d'oro, si può ricavare che la rendita minima del feudo di Bisaccia nel XII secolo era di 60 once d'oro all'anno, mentre quella massima il doppio. Proprio in questo periodo si hanno le prime testimonianze scritte dell'esistenza di questo borgo. Per quanto riguarda l'origine etimologica del nome "Bisaccia", sono state avanzate diverse ipotesi: secondo alcuni studiosi deriverebbe dal latino bis facta (cioè "fatta due volte"), secondo altri da 
vis ("forza") e acies ("schiera"), secondo altri ancora da castrum Byzacii.
Nel 1246 il Signore di Bisaccia Riccardo di Bisaccia venne privato del suo feudo dall'imperatore Federico II in quanto reo di aver preso parte alla congiura di Capaccio. Il castello venne ristrutturato da Federico II, il quale lo utilizzò come prigione e visitò Bisaccia nel 1250. Secondo la tradizione locale, Federico II avrebbe usato il castello di Bisaccia come residenza di caccia: nelle sue vicinanze, infatti, vi era il Formicoso, colle ribattezzato da Federico II "Monte Sano" ("Mons Sanum"), dove si ritiene che l'Imperatore svevo praticava la caccia col falcone. Sarebbe stato inoltre sede saltuaria della scuola poetica siciliana.
Manfredi donò il feudo al conte di Acerra. Nel 1254 il castello di Bisaccia fu proprio il luogo dove l'Imperatore Manfredi, figlio di Federico II e braccato dall'esercito del Papa, si rifugiò. Morto Manfredi nella battaglia di Benevento (1266), il feudo di Bisaccia e il suo castello venne restituito a Riccardo II in quanto avolo del Riccardo I che aveva congiurato contro Federico II. Bisaccia passò successivamente ai Cotignì. L'universitas di Bisaccia aveva un governatore che si occupava dell'amministrazione della giustizia e che era nominato ogni anno dal barone del luogo.
Durante il periodo medioevale Bisaccia fu anche sede vescovile per quattro secoli, fino al 1513, anno in cui Papa Leone decise di fondere la diocesi di Bisaccia con quella di Sant'Angelo dei Lombardi (anche se fu solo nel 1540, con la morte dell'ultimo vescovo di Bisaccia, che la fusione venne attuata).

### Età moderna e contemporanea
Nel XV secolo fu possedimento dei Del Balzo. Si deve al conte Pirro del Balzo la rifondazione ed ampliamento della Terra, con importanti lavori al Castello. Dal XVI secolo fino al 1861 Bisaccia fece parte del Regno di Napoli (poi divenuto Regno delle due Sicilie nel 1815) che dal 1501 al 1707 fu di dominio spagnolo. Bisaccia ebbe tra i suoi feudatari Giovanni Battista Manso, amico di Torquato Tasso che fu suo ospite, e Ascanio Pignatelli, duca e poeta. Bisaccia, nel corso dei secoli, ospitò anche letterati come Torquato Tasso (1588) e Francesco De Sanctis.
Nel 1600 il re Filippo II di Spagna elevò a ducato Bisaccia per i meriti di Ascanio Pignatelli (primo duca di Bisaccia) e i servigi resi alla corona da suo padre Scipione, marchese di Lauro. Nel 1700 scoppiò una guerra di successione, nel corso del quale la Spagna vide minacciati i suoi possedimenti in Italia. Nel 1707, nonostante l'aiuto offertogli dal duca di Bisaccia, il viceré spagnolo Ascalona venne sconfitto dagli austriaci che si impossessarono del Ducato di Napoli e fecero prigionieri il duca di Bisaccia, il viceré e altri nobili. Tra il 1731 e il 1739 l'Austria fu coinvolta nella guerra di successione polacca nel corso della quale perse il regno di Napoli e di Sicilia sul quale si insediarono i Borboni. Con la fine della dominazione austriaca Bisaccia venne inserita nel Principato Ultra del Regno di Napoli, e nel quadriennio 1743-46 il suo territorio fu soggetto alla giurisdizione del regio consolato di commercio di Ariano.
Nel 1805, l'imperatore francese Napoleone Bonaparte occupò il Regno di Napoli, dichiarando quindi decaduta la dinastia borbonica. L'imperatore dei francesi nominò quindi il fratello Giuseppe re di Napoli. Sotto un'amministrazione prevalentemente straniera, venne abolito il feudalesimo. A partire dal 12 gennaio 1807 Bisaccia passa dalla provincia di Capitanata a quella di Principato Ulteriore, dalla quale ultima avrebbe poi tratto origine l'attuale provincia di Avellino. L'8 marzo 1809, l'ottavo duca di Bisaccia Giovanni Armando Pignatelli morì senza lasciare eredi; il feudo e il titolo di duca di Bisaccia vennero quindi devoluti alla corte regia.
Dal 1861 Bisaccia fa parte dell'Italia. Il titolo e il castello sono passati alla famiglia de La Rochefoucauld-Doudeauville nel 1851. L'11º duca di Bisaccia Edouard François Marie de La Rochefoucauld (Parigi, 4 febbraio 1874 - 8 febbraio 1968) vendette il castello nel 1956.
Dopo il terremoto del 1980, il comune ottenne un finanziamento statale che ammontava a circa 250 miliardi di lire. Con i fondi venne costruita una parte nuova di Bisaccia, detta "Piano Regolatore", abitato dalla maggior parte dei bisaccesi, mentre il centro storico si è spopolato anche a causa del terremoto e dell'emigrazione verso altri paesi e città (come ad esempio Nord Italia, Germania, Svizzera, U.S.A. e Canada).

### Simboli
Lo stemma di Bisaccia rappresenta due leoni controrampanti sostenenti con le zampe anteriori un bisante e poggianti con quelle posteriori su un monte all'italiana di tre colli. Secondo alcuni esperti i due leoni che si affrontano sarebbero i Longobardi e i Bizantini (Bisaccia si trovava nella zona di confine tra i due stati).
Il gonfalone è un drappo di azzurro.

## Monumenti e luoghi d'interesse

### Architetture religiose

#### Il duomo
La cattedrale di Bisaccia, collocata a pochi passi dal castello Ducale, venne edificata dai Normanni, in un luogo poco distante da quello attuale. Rasa al suolo più volte dai frequenti terremoti che hanno colpito Bisaccia nel corso dei secoli, la chiesa odierna fu terminata nel 1747, utilizzando parte dei materiali dell'edificio precedente. La facciata di stile gotico, preceduta da una lunga scala, è caratterizzata da un portale del 1515, sormontato da vari bassorilievi e da uno spesso cornicione. L'altare maggiore è in marmi policromi, chiuso da una balaustra.

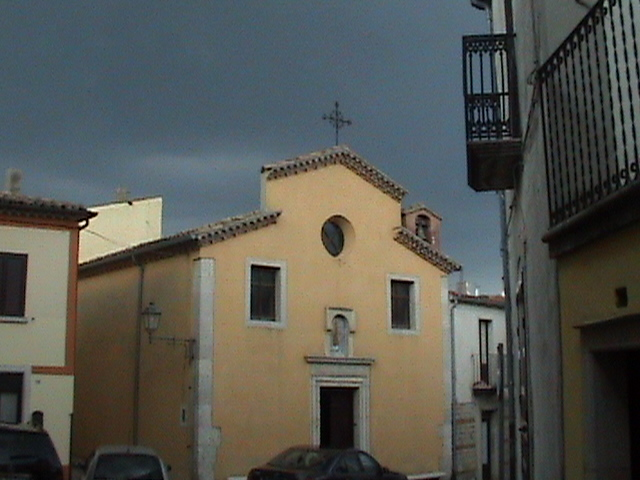
Cappella di S. Maria del Carmine

Interessante è l'organo di 25 registri, posizionato sopra la cantoria della porta d'ingresso che si mostra agli occhi con vistosa pendenza verso sinistra, probabile opera di inizi del secolo scorso, è stato restaurato e reso a trasmissione elettrica digitale nel 2009.
La chiesa dei Morti fu edificata nel 1680 sulle rovine della chiesa di S.Giovanni Battista, dove veniva praticato il culto di San Giovanni Battista, istituito dai Longobardi ai tempi della regina Teodolinda (603 circa). In seguito al crollo della facciata seicentesca della chiesa, venne completamente ricostruita nel 1909.
La cappella di Santa Maria del Carmine fu edificata nel 1667 ed era inizialmente proprietà privata del nobile Carmine Bucci. Fu solo nel 1827 che venne aperta per la prima volta al pubblico. Di pianta rettangolare, ha un solo ingresso che prospetta sull'omonima piazza. Sul portale in pietra è rappresentata la Madonna del Carmine.
La chiesa di Sant'Antonio da Padova, patrono del paese, si trova in Piazza Convento. In passato apparteneva ai Francescani che furono però espropriati con una legge napoleonica. Di pianta rettangolare, la chiesa presenta due navate di cui la navata destra, crollata a seguito di un terremoto, non è più stata ricostruita. L'altare centrale, in marmo policromo, proviene da Ariano Irpino ed è dedicato alla Madonna della Concezione. L'altare sinistro è dedicato a Sant'Antonio di Padova. Sui due lati di questo altare vi sono le statue di San Leonardo e San Bonaventura.

### Architetture civili
Il Palazzo Capaldo, oggi (2011) interamente ricoperto dai rovi, fu l'edificio dove nacque il senatore del Regno d'Italia e Presidente della Corte di cassazione Pietro Capaldo. È atipico rispetto ad altri palazzi dell'epoca poiché il giardino è all'esterno della struttura. Altri palazzi degni di nota sono quello delle Suore ed il palazzo Cafazzo, non molto distante da quello Capaldo.

### Architetture militari

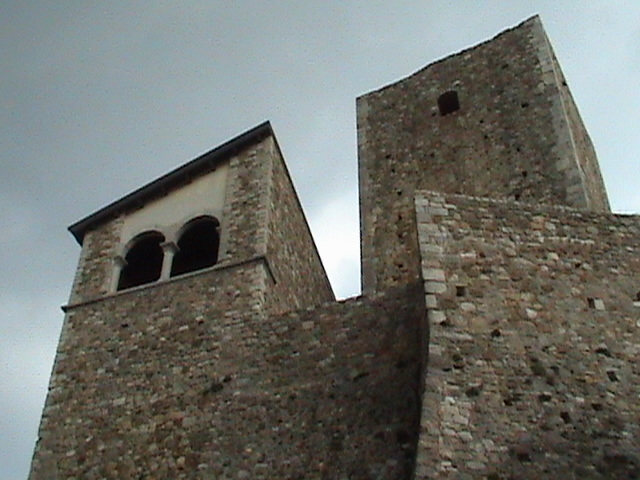
Il castello ducale

Il castello ducale di Bisaccia è collocato a pochi passi dalla cattedrale. Costruito dai Longobardi intorno alla seconda metà dell'VIII secolo, fu distrutto nel 1198 e successivamente ricostruito nel XIII secolo da Federico II di Svevia. Sotto il regno di Federico II il feudo apparteneva a Riccardo di Bisaccia. Trasformato nel XVI secolo in residenza signorile, il castello ospitò i duchi di Bisaccia e persino Torquato Tasso. Nel 1769, a causa di un incendio, venne via via abbandonato dai nobili feudatari. Dal 1903 al 1920 ospitò l'antica e nota famiglia Robucci, ultimi proprietari del castello ducale. Dal 1977 il castello appartiene al comune, che lo utilizza come museo.

Il portone presenta lo stemma della famiglia Pignatelli d'Egmont che tenne il castello dalla fine del XVI agli inizi del XIX secolo. La struttura muraria è costituita da grossi ciottoli fluviali misti a blocchi di calcare squadrati e malta durissima. Nel castello sono presenti una cisterna con depuratore e tubi fittili, per il deflusso delle acque, una torre alta 12 metri e larga 8 metri e le rovine di una piccola chiesa absidata. Le stanze del castello sono 42.

Storicamente il castello di Bisaccia era uno strategicamente importante bastione di controllo, che faceva parte di una linea difensiva che aveva la funzione di proteggere i territori della Puglia occidentale e settentrionale. Questa linea di difesa, che correva lungo la via Appia e di cui facevano parte (oltre alla fortezza di Bisaccia anche quella di Sant'Agata e il castello di Ariano), fu opera del catapano bizantino Basilio Boioanne, che la realizzò nel corso della sua riorganizzazione amministrativa della "Capitanata occidentale". Il castello di Bisaccia in quell'epoca si chiamava castrum Byzacium o Byzantii ed era un avamposto difensivo bizantino.

## Società

### Evoluzione demografica
| Evoluzione storica della popolazione pre-1861 (fuochi) |     |
| 1532                                                   | 374 |
| 1545                                                   | 403 |
| 1561                                                   | 409 |
| 1595                                                   | 593 |
| 1648                                                   | 593 |
| 1669                                                   | 361 |

Abitanti censiti

Nota Bene: Fuoco significa famiglia.

### Etnie e minoranze straniere
Al 31 dicembre 2018 risultano residenti nel comune di Bisaccia 201 cittadini stranieri provenienti da 30 nazioni.
Le nazionalità più rappresentata era quella rumena con 81 residenti.

### Lingue e dialetti
Accanto all'italiano, a Bisaccia si parla il dialetto bisaccese, dialetto simile per certi versi al napoletano anche se con varie differenze. Tra le caratteristiche del dialetto bisaccese:
- re, a meno che non indichi un monarca, significa "le" o "di".
- i verbi della prima e seconda coniugazione all'infinito presente sono seguiti dal suffisso "-ne" a meno che non siano scritti con l'accento finale tonico. Esempi: Scine o Scì (andare)
- i verbi della terza coniugazione terminano all'infinito in sce.
- solo una parola inizia con h: haie (hai)
- im e in non si trovano mai a inizio parola; la i in questi casi viene elissa: esempi: 'mbecillo=insolente.
- le parole inizianti con mb si leggono come se formassero un suono solo.
- la e atona si pronuncia /ə/, e anche le a e le o in fine di parola sono semimute.
- dd, tranne in alcune eccezioni (in cui si pronuncia effettivamente dd) si pronuncia [ɖ], un fonema non esistente nella lingua italiana.

### Tradizioni e folclore

#### Sant'Antonio
Il 13 giugno si festeggia la festa e fiera di Sant'Antonio da Padova, patrono del paese, con luminarie e concerti. Il giorno prima passa la banda per le stradine del paese.
Fino agli anni '50 si disputava in occasione della festa di Sant'Antonio una corsa a cavallo (Carrera) che andava da Calaggio a Santa Veronica. Dopo che la strada di Santa Veronica venne asfaltata (metà anni '50), non si disputò più perché era diventata troppo pericolosa.

### Istituzioni, enti e associazioni
In territorio comunale sono presenti un ospedale, intitolato al medico Giovanni De Guglielmo, che ha chiuso nel 2012 e una caserma dei Vigili del Fuoco.

## Cultura

### Istruzione

#### Scuole
A Bisaccia sono presenti due scuole materne, due scuole elementari, una scuola media, una scuola superiore (istituto tecnico industriale) e un istituto comprensivo (materna, elementare e media).

#### Musei
Il museo civico archeologico di Bisaccia si trova all'interno del castello ducale e contiene al suo interno numerosi reperti funerari appartenenti alla cultura di Oliveto-Cairano (tipica dell'Irpinia meridionale) e rinvenuti sulla collina cd. Cimitero Vecchio di Bisaccia tra il 1973 e il 1996; tra questi, di particolare rilevanza è la tomba della principessa di Bisaccia. Il museo è costituito da tre stanze.

### Cucina
I prodotti tipici della gastronomia locale sono:
- i treidde: cavatelli bisaccesi.[48]
- i marcannali: la maccaronara, tipica pasta lunga irpina.
- gli strufoli (bis. strufele): tipico dolce natalizio.
- la squarcella (bis. squarcedda): tipico dolce pasquale.[49]

## Geografia antropica

### Frazioni
Il comune di Bisaccia comprende le frazioni di: Oscata, Macchitella, Masseria di Sabato, Calaggio, Pastina, Pedurza e Piani San Pietro.
- Oscata è la zona agricola di Bisaccia; a breve distanza dalla chiesetta di Oscata si trova la fontana dei Serroni, dove è possibile anche giocare a bocce o fare un picnic. A Oscata si trovano le pale eoliche che producono energia elettrica sfruttando il vento.
- Piani San Pietro è una contrada; vi sorge la chiesa di San Gaetano.
- Calli: frazione e contrada alla periferia di Bisaccia, vi risiedono 112 abitanti.[50]
- Calaggio: frazione e contrada a nord di Bisaccia, non molto distante dal casello autostradale di Lacedonia; vi si coltivano grano e foraggio, ulivi, viti e alberi da frutta.[51] Vi risiedono 19 abitanti.[52]
- Masseria di Sabato: vi risiedono 16 abitanti.[53]
- Pedurza: si trova tra Bisaccia e Andretta ed è nota per i funghi, le erbe aromatiche e per la produzione di latte e per l'allevamento di agnelli. Sono presenti in questo territorio molte pale eoliche.[54]

### Contrade
| - Accoveta - Bbalandonie - Bbalavrienze - Cadde (Calli) - Cafero - Caggiune - Calaggio - Cappedda - Carpenite - Cavaddarizza - Cerriedde - Chiane - Chianerlaglie - Chiangaredde - Cucculo - Cugne - Cuoreve - Cupetedda - Cutrazzo - Fundana - Iazze re Sand'Andonio - Ischie - Lione - Luzzano - Macchia Fucazza - Malepasso - Massarie r Sabt | - Montecalvario - Montali - Murge - Oscata - Pilone - Perurza (Pedurza) - Petrara - Pescoromano - Purtulecchia - Puzzemaletiembo - Sand'Andrea - Sand'Angelo - Santa Veronica - San Michele - Serpendara - Serre re Cerogna - Serre re spine - Serrune - Speca - Stubbedda - Taccariedde - Ticchio - Tierze - Vralia |

## Economia
Il vasto territorio di Bisaccia, fin dalla preistoria, è stato sempre utilizzato come sito idoneo all'allevamento dei bovini, ovini e capre.

### Agricoltura
Bisaccia si trova sull'"osso" (l'"osso" è un termine usato dagli economisti per riferirsi a un terreno difficilmente coltivabile). Secondo il professore universitario Manlio Rossi Doria dell'università di Napoli nei paesi dell'osso:
(Manlio Rossi Doria, Fonte: Documentario della Rai del 1968 dedicato ai paesi del Sud, tra cui Bisaccia.)
Bisaccia aveva un feudo, detto Formicoso, che, tra il 1875 e il 1892, venne diviso in vari lotti di circa 40 are (4.000 m2) ciascuno. Nel 1968 su 8.000 abitanti il catasto registrava 11.000 proprietari, meno di un ettaro a testa. A causa dell'improduttività dell'agricoltura, numerose persone negli anni 50-60 lasciarono il paesino per cercare fortuna in altre città o all'estero.
Il formicoso viene utilizzato per la coltivazione di cereali, legumi ed erba da pascolo. Tra i cibi coltivati erano molto rinomati gli asparagi. Il Formicoso veniva utilizzato, dopo la mietitura, anche come terreno da caccia; tra gli animali cacciati vi erano quaglie, lepri, allodole ecc.

### Artigianato
A Bisaccia fin dai tempi più remoti era rinomato e fiorente l'allevamento del bestiame e l'industria della lana. A Bisaccia, fino agli anni cinquanta, vi erano numerose maestranze locali, addette alla tessitura di tappeti, di coperte da letto e di capi di abbigliamento. Ai piedi del castello ducale di Bisaccia è ancora in attività la produzione di capi di abbigliamento, tessuti e tanto altro con telaio finlandese contromarcia (manuale).
Sul territorio sono presenti numerosi parchi eolici.

## Infrastrutture e trasporti
Gli unici mezzi pubblici presenti a Bisaccia sono gli autobus, grazie ai quali è possibile raggiungere le varie frazioni del comune (Centro Storico, Piano Regolatore ecc.). Inoltre è collegata con l'Autostrada A16 (Napoli-Bari) , mediante la frazione di Calaggio.

## Amministrazione
| Periodo          | Periodo        | Primo cittadino          | Partito                        | Carica  | Note   |
| ---------------- | -------------- | ------------------------ | ------------------------------ | ------- | ------ |
| 10 novembre 1984 | 24 aprile 1995 | Salverino De Vito        | Democrazia Cristiana           | Sindaco | [ 56 ] |
| 24 aprile 1995   | 14 giugno 1999 | Giuseppe Mariniello      | Partito Popolare Italiano      | Sindaco | [ 56 ] |
| 14 giugno 1999   | 8 giugno 2009  | Marcello Arminio         | UDC                            | Sindaco | [ 56 ] |
| 8 giugno 2009    | 16 maggio 2014 | Salvatore Frullone       | Uniti per Bisaccia             | Sindaco | [ 56 ] |
| 26 maggio 2014   | 26 maggio 2019 | Marcello Antonio Arminio | Lista civica Oltre l'orizzonte | Sindaco | [ 56 ] |
| 26 maggio 2019   | 9 giugno 2024  | Marcello Antonio Arminio | Lista civica Oltre l'orizzonte | Sindaco | [ 56 ] |
| 9 giugno 2024    | in carica      | Marcello Antonio Arminio | Lista civica Oltre l'orizzonte | Sindaco | [ 56 ] |

### Altre informazioni amministrative
Il territorio fa parte della comunità montana Alta Irpinia.

## Sport
Ha sede nel comune la società di calcio Polisportiva Bisaccese, che ha cambiato diverse denominazioni e la società Gli Invisibili Bisaccia. Entrambe hanno disputato campionati dilettantistici regionali.

### Impianti sportivi
A Bisaccia ha sede il centro sportivo "A. Scotece" con il campo di calcio in erba naturale.